# Isabel Bas
Isabel Bas Amat, conocida también por su seudónimo I. Bas, (Barcelona, 1931-2 de diciembre de 2023) fue una dibujante, ilustradora y guionista de tebeos española, que formó parte del reducido grupo de mujeres que dibujaron en la revista TBO en los años 70.

## Trayectoria
Su carrera como ilustradora se inició con diecisiete años, trabajando para diferentes editoriales, como Bruguera y Toray. Su principal actividad la desarrolló en la citada revista de humor gráfico TBO, en la que también publicaron las autoras Rosa Segura, Teresa María Pons, María Urda y María Ángeles Sabatés. Se conoce una anécdota que muestra claramente la personalidad de la dibujante: en cierta ocasión en que la dirección de TBO le encargó dibujar una escopeta para la sección de pasatiempos, Bas se negó rotundamente a cumplir las directrices por ser una declarada pacifista.
Se casó y tuvo dos hijas y dos hijos. Bas fue también deportista de élite en la modalidad de tenis de mesa y ganó el campeonato de España por equipos y el subcampeonato en individual. Residente en Cuenca desde los años setenta, siguió ilustrando obras propias y se dedicó, además, a estudiar árabe, rumano y chino. Bas comenzó dibujando historietas dirigidas a las niñas, en colecciones de cuentos de hadas aunque también dibujó la serie de aventuras de Matildita, el terror del barrio, una de las primeras niñas "terribles" de la historieta española. Durante los años 60 se vio su firma en viñetas sueltas, secciones de pasatiempos y alguna historieta en las revistas de la editorial Bruguera.
Fue una de las seis mujeres que dibujaron en la revista TBO, para quien creó la serie Ana-Emilia y su familia, además de encargarse de otras secciones. La autora siguió trabajando como ilustradora de libros infantiles. Publicó contenidos en más de 200 números entre 1967 y 1983, no solo ligados a la serie sino a otras muchas historietas, chistes y pasatiempos.
Para Bas “Inventar historietas es mantener la mente ocupada en algo positivo y agradable, buscándole sentido del humor a las situaciones cotidianas de la vida e intentando hacer reír a los demás”. Así Ana Emilia, era un personaje inspirado en la hija del director de TBO, Albert Viña, que en esos momentos era una niña aunque apareció como personaje fijo durante años. También Ana Emilia apareció varias veces escalando, jugando al tenis de mesa o nadando, porque a Bas le encantaban esos deportes.

## Obras
- Primeros trabajos: Dibujos para la editorial Cliper, en 1950. Participó en la colección Margarita, de la editorial Favencia, en1951.
- En 1956, dibujó para Toray diversas historias en la colección Cuentos de la Abuelita.
- En 1957, también para Ediciones Toray, dibujó para la colección Alicia, donde crea la serie Matildita, el Terror del Barrio.
- De 1965 a 1967 dibujó historietas, chistes y pasatiempos para la Editorial Bruguera, en revistas como Tío Vivo, Din Dan y El Capitán Trueno.
- En el periodo 1966-67 trabajó para la revista L' Infantil Tretzevents, donde creó la serie Els Yeyés. Dibujó también para la editorial Cliper la serie Pitusín y sus Amigos, en la revista Davy y su Fiel Roy (continuadora de Rin Tin Tin).
- En 1967 comenzó a trabajar en la revista TBO. Dibuja en cerca de 200 números, y creó su más longeva serie Ana-Emilia y su Familia. Asimismo, en el TBO dibujó numerosas historietas, chistes y pasatiempos. También realizó ilustraciones para cuentos infantiles en Ediciones Redecilla.[10]

## Reconocimientos
Bas recibió en 2015 en el Salón del Cómic de Zaragoza el Premio de Honor del Colectivo de Autoras por sus contribuciones en casi 200 números de la revista TBO. Al año siguiente, el 22 de noviembre de 2016, en la Real Academia de España en Roma, se inauguró la exposición Presentes: autoras de tebeo de ayer y de hoy comisariada por el Colectivo de Autoras de Cómic, en la que incluyeron la vida y obra de Isabel Bas Amat como una de las mujeres olvidadas en el mundo del cómic en España.
Bas fue la ganadora del Premio Ivà 2023 a la mejor historietista profesional, galardón honorífico que el Concurso de Cómics Ciutat de Cornellà concede por votación popular.